# Lance Storm
Lance Timothy Evers (né le 3 avril 1969 à Sarnia) mieux connu sous son nom de ring Lance Storm est un catcheur (lutteur professionnel) canadien. Il travaille actuellement à Impact Wrestling comme coach et producteur. 
Il se fait connaître aux États-Unis d'abord à la Smoky Mountain Wrestling en 1994 où il remporte le championnat télévision. Il rejoint ensuite l'Extreme Championship Wrestling (ECW) en 1997 où il est à trois reprises champion du monde par équipes de l'ECW d'abord avec Chris Candido puis deux fois avec Justin Credible.
Il quitte l'ECW en 2000 pour rejoindre la World Championship Wrestling (WCW). Il y devient le leader du clan Team Canada (en) et y détient en même temps les ceintures de champion des poids lourd légers de la WCW, le championnat hardcore et championnat poids lourd des États-Unis. Il est d'ailleurs champion des États-Unis à deux autres reprises avant le rachat de la WCW par la World Wrestling Federation / Entertainment (WWF / WWE).
Il participe à l'Invasion de la WWF en 2001 comme membre de The Alliance et est brièvement champion intercontinental de la WWF. Il fait ensuite équipe avec Christian, William Regal puis Chief Morley avec qui il remporte le championnat du monde par équipes de la WWE à trois reprises.
Il quitte la WWE en 2005 et annonce qu'il arrête sa carrière de catcheur. Il continue cependant de lutter à l'occasion dans des petites fédérations américaines. Il est entraineur de catch d'abord à l'Ohio Valley Wrestling et dirige sa propre école depuis septembre 2005.

## Jeunesse
Evers commence à se passionner pour le catch dans la deuxième moitié des années 1980. Après le lycée, il étudie à l'université Wilfrid-Laurier où il fait partie de l'équipe de volley-ball et après un changement d'entraîneur il décide d'arrêter ses études pour devenir catcheur.

## Carrière de catcheur

### Débuts au Canada, passage au Japon et en Europe (1991-1994)
Peu de temps après son départ de l'université, il part à Calgary pour s'entraîner dans un camp d'entraînement organisé par Keith et Smith Hart. Il a alors comme mentor Keith Hart puis Gerry Morrow et a Christopher Irvine comme partenaire d'entraînement. Il choisit Lance Storm comme nom de ring et fait équipe avec Chris Jericho, son partenaire d'entraînement, avec qui il bat Jimmy Jorden et Randy Rudd le 8 février 1991. En octobre, lui et Jericho partent au Japon où ils luttent à la Frontier Martial-Arts Wrestling avant de retourner au Canada.
C'est au Canada qu'il remporte le 17 octobre 1992 son premier titre en devenant champion par équipes de la Canadian Rocky Mountain Wrestling (CRMW) avec Chris Jericho. Il parvient à vaincre Jericho pour devenir le premier champion des poids mi lourds de la CRMW le 13 novembre.
Ils perdent le titre par équipes le 16 janvier 1993 face à Bart Steiger et Randy Rudd. Son règne de champion des poids mi lourd prend fin après sa défaite face à Atomic Punk le 29 janvier. Il récupère ce titre individuel dès le lendemain et le perd face à Atomic Punk le 5 mars.
Il part ensuite en Europe et lutte au Liban ainsi qu'en Autriche à la Catch Wrestling Association. Il devient champion du monde poids lourd junior de la CWA le 24 juillet après sa victoire face à Hiro Yamamoto. Yamato récupère ce titre en octobre,.
Début 1994, Storm retourne à la CRMW où il est brièvement champion des poids mi lourd une troisième fois entre le 28 janvier et le début du mois de février.

### Smoky Mountain Wrestling (1994)
Storm et Chris Jericho continuent à faire équipe à la Smoky Mountain Wrestling (SMW) sous le nom de Thrillseekers pour leurs premier match dans cette fédération diffusé le 19 mars 1994. Ce jour-là, ils battent les Masked Infernos. Jericho se casse le bras au cours d'un combat le 5 août ce qui marque la fin de leur équipe. Durant la convalescence de Jericho, il lutte seul et devient champion Beat the Champ Télévision de la SMW après sa victoire face à Chris Candido durant l'enregistrement de l'émission du 27 août. Il garde ce titre jusqu'à l'enregistrement de l'émission du 24 septembre après sa défaite face à Boo Bradley. Il quitte la SMW à l'automne car Jim Cornette, le promoteur de cette fédération, n'a pas les moyens de lui régler les 2 500 dollars qu'il lui doit.

### Diverses fédérations au Canada, en Europe et au Japon (1995-1997)
Après son départ de la SMW, Storm lutte au Canada à la Canadian Rocky Mountain Wrestling ainsi qu'en Autriche à la Catch Wrestling Association,.
Il part au Japon avec Chris Jericho travailler à la Wrestle Association-R (WAR). Il fait équipe avec Yuji Yasuraoka avec qui il remporte le championnat par équipes poids lourd junior de la WAR le 27 mars 1996 après leur victoire face à Gedo et Lion Do,. Ils défendent ce titre avec succès à la New Japan Pro Wrestling au cours de Skydiving J le 17 juin face à El Samurai et Norio Onaga. Leur règne prend fin le 20 juillet après leur défaite face à El Samurai et Jushin Thunder Liger. Ils récupèrent ce titre le 9 novembre et le gardent jusqu'à leur défaite face à Battle Ranger et Masaaki Mochizuki le 12 février 1997,.
Il fait ensuite équipe avec Koki Kitahara et Nobutaka Araya avec qui il devient champion par équipes de trois le 6 juillet après leur victoire face à Koji Kitao, Nobukazu Hirai et Tommy Dreamer. Ils perdent ce titre le 27 octobre après leur défaite face à Kitao, Masaaki Mochizuki et Nobukazu Hirai.

### Extreme Championship Wrestling (1997-2000)
C'est après que Chris Jericho lui parle de l'Extreme Championship Wrestling (ECW) que Storm contacte Paul Heyman, le promoteur de l' ECW. Il y débute le 1er février 1997 où il bat Balls Mahoney au cours de Crossing the Line Again (en). Il s'allie ensuite avec Shane Douglas et Chris Candido avec qui il forme le clan Triple Threat. Il fait équipe avec Candido avec qui il devient champion du monde par équipes ECW le 8 décembre après leur victoire dans un match à trois équipes à élimination les opposant à Axl Rotten et Balls Mahoney ainsi que les champions Doug Furnas et Philip Lafon (en).
Il reste au sein de Triple Threat jusqu'au 31 janvier 1998 où il se fait remplacer par Bam Bam Bigelow. Il reste cependant l'équipier jusqu'à leur défaite face à Rob Van Dam et Sabu le 27 juin 1998. Il devient le rival de Chris Candido et ils s'affrontent le 12 août où Storm l'emporte après avoir provoqué son ennemi en parlant en mal de Sunny, la valet et petite amie de Candido.
Il se fait ensuite manager par Dawn Marie avant de faire équipe avec Justin Credible. Ils se font surnommer The Impact Players et deviennent challengers pour le championnat du monde par équipes de la ECW après leur victoire face à Rhino et Chris Candido le 17 décembre 1999. Ce match a lieu le 9 janvier 2000 durant Guilty as Charged où The Impact Players battent Tommy Dreamer et Raven pour être champions du monde par équipes. Ils défendent avec succès leur titre le 25 février face à Dreamer et Raven. Leur premier règne prend fin le 5 mars après leur défaite face à Dreamer et Masato Tanaka.
The Impact Players reprennent ce titre une semaine plus tard après leur victoire dans un match à trois équipes face à Tommy Dreamer et Masato Tanaka ainsi que Raven et Mike Awesome. Le 22 avril,Justin Credible rend vacant le titre par équipes car Storm quitte la fédération,.

### Retour à Impact Wrestling (2022-...)
Le 4 février 2022, Impact Wrestling annonce qu'il sera dirigera les Gut Check Tryout en mars lors 
du Arnold classic 2022[réf. nécessaire].
Le 5 février 2022, il confirme qu'il a signé avec la compagnie en tant que coach et producteur.

## Carrière d'entraîneur
En août 2005, Lance Storm fait part à la presse de sa volonté de fonder une école de catch et commence aussi à organiser ponctuellement des sessions d'entraînements dans des fédérations de catch canadienne.

## Palmarès
- Canadian Rocky Mountain Wrestling (CRMW)
  - 2 fois champion par équipes de la CRMW avec Chris Jericho[5]
  - 5 fois champion des poids mi lourd de la CRMW[12]
  - 1 fois champion poids lourd de la CRMW[38]
- Catch Wrestling Association (CWA)
  - 1 fois champion du monde poids lourd junior de la CWA[11]

- Extreme Championship Wrestling (ECW)
  - 3 fois champion du monde par équipes de l'ECW avec Chris Candido (1) et Justin Credible (2)[39]

- Smoky Mountain Wrestling (SMW)
  - 1 fois champion Beat the Champ Télévision de la SMW[40]
- Wrestle Association-R (WAR)
  - 2 fois champion international par équipe poids lourd junior de la WAR avec Yuji Yasuraoka[41]
  - 1 fois champion du monde par équipes de trois de la WAR avec Nobutaka Araya et Koki Kitahara[42]

- World Championship Wrestling (WCW)
  - 1 fois champion hardcore de la WCW[43]
  - 3 fois champion poids lourd des États-Unis de la WCW[44]
  - 1 fois champion des poids lourd légers de la WCW[45]
- World Wrestling Federation / Entertainment (WWF / WWE)
  - 1 fois champion intercontinental de la WWF[46]
  - 4 fois champion du monde par équipes de la WWF / WWE avec Christian (1), William Regal (2), et Chief Morley (1)[47]

## Récompenses des magazines
- Pro Wrestling Illustrated

| Année | 1997 | 1998 | 1999 | 2000 | 2001 | 2002 | 2003 |
| ----- | ---- | ---- | ---- | ---- | ---- | ---- | ---- |
| Rang  | 132  | 78   | 69   | 40   | 13   | 56   | 37   |